# عیون الأنباء فی طبقات الأطباء
عیون الأنباء فی طبقات الأطباء دایرةالمعارفی است از ابن ابی‌اصیبعه که مؤلف در آن دانشمندانی را شناسانده است که در فاصلهٔ بین زمان یونانیان و رومیان و هندیان باستان تا سال ۶۵۰ هجری قمری طبابت می‌کرده‌اند.

## فصل‌بندی
کتاب ۱۵ فصل دارد، یک فصل در فن طبابت و ۱۴ فصل دیگر دربارهٔ اطبا، به‌ترتیب زمانی و مکانی.
1. ↑  «عيون الأنباء في طبقات الأطباء». ویکیبیدیا العربیة.